# Robert Rossen
Robert Rossen, född 1908, död 1966, var en amerikansk filmregissör och manusförfattare.

## Filmografi (i urval)
- 1945 – Attack i sol
- 1949 – Alla kungens män
- 1961 – Fifflaren